# Helga Krüger (Badminton)
Helga Krüger (* 13. April 1936 in Tröbitz) ist eine ehemalige deutsche Badmintonspielerin.

## Karriere
In Tröbitz stieß sie 1957 zum Badminton in der BSG Aktivist Tröbitz und gehörte damit zu den ersten aktiven Badmintonspielern der DDR überhaupt. Für diesen Verein errang sie auch alle ihre nationalen Erfolge. Sie gehörte zur ersten DDR-Meistermannschaft 1960. Mit dem Team wurde sie 1962 erneut Meister, während es 1961 nur zu Silber hinter Post Berlin reichte. Einen weiteren Titel errang Helga Krüger bei den DDR-Altersklassenmeisterschaften 1964 im Mixed mit Helfried Wunderlich. 1967 folgte noch eine Bronzemedaille im Damendoppel. Danach zog sie sich aus dem Wettkampfsport zurück.
Sie lebt heute mit ihrem Mann, dem langjährigen Badmintonfunktionär Helmut Krüger, in Oranienburg.

## Sportliche Erfolge
| Veranstaltung                  | Saison    | Disziplin   | Platz | Name |
| ------------------------------ | --------- | ----------- | ----- | --- |
| DDR-Mannschaftsmeisterschaft   | 1959/1960 | Mannschaft  | 1     | Aktivist Tröbitz (Gottfried Seemann, Annemarie Fritzsche, Gerolf Seemann, Joachim Ecknig, Helga Krüger, Hans Bräuer, Klaus Vogel, Ina Peuten)     |
| DDR-Mannschaftsmeisterschaft   | 1960/1961 | Mannschaft  | 2     | Aktivist Tröbitz (Gottfried Seemann, Hans Bräuer, Joachim Ecknig, Klaus Katzor, Gerolf Seemann, Annemarie Fritzsche, Helga Krüger)                |
| DDR-Mannschaftsmeisterschaft   | 1961/1962 | Mannschaft  | 1     | Aktivist Tröbitz (Gottfried Seemann, Gerolf Seemann, Peter Schurig, Erich Wilde, Klaus Katzor, Annemarie Fritzsche, Rita Gerschner, Helga Krüger) |
| DDR-Seniorenmeisterschaft AK I | 1963/1964 | Mixed       | 1     | Helfried Wunderlich / Helga Krüger (Aktivist Tröbitz)                                                                                             |
| DDR-Seniorenmeisterschaft AK I | 1963/1964 | Dameneinzel | 3     | Helga Krüger (Aktivist Tröbitz) |
| DDR-Seniorenmeisterschaft AK I | 1963/1964 | Damendoppel | 3     | Helga Krüger / Lydia Pösch (Aktivist Tröbitz / Lok Cottbus)                                                                                       |
| DDR-Seniorenmeisterschaft AK I | 1966/1967 | Damendoppel | 3     | Eleonore Jurgk / Helga Krüger (Lok Blankenburg / Aktivist Tröbitz)                                                                                |